# Rodinov

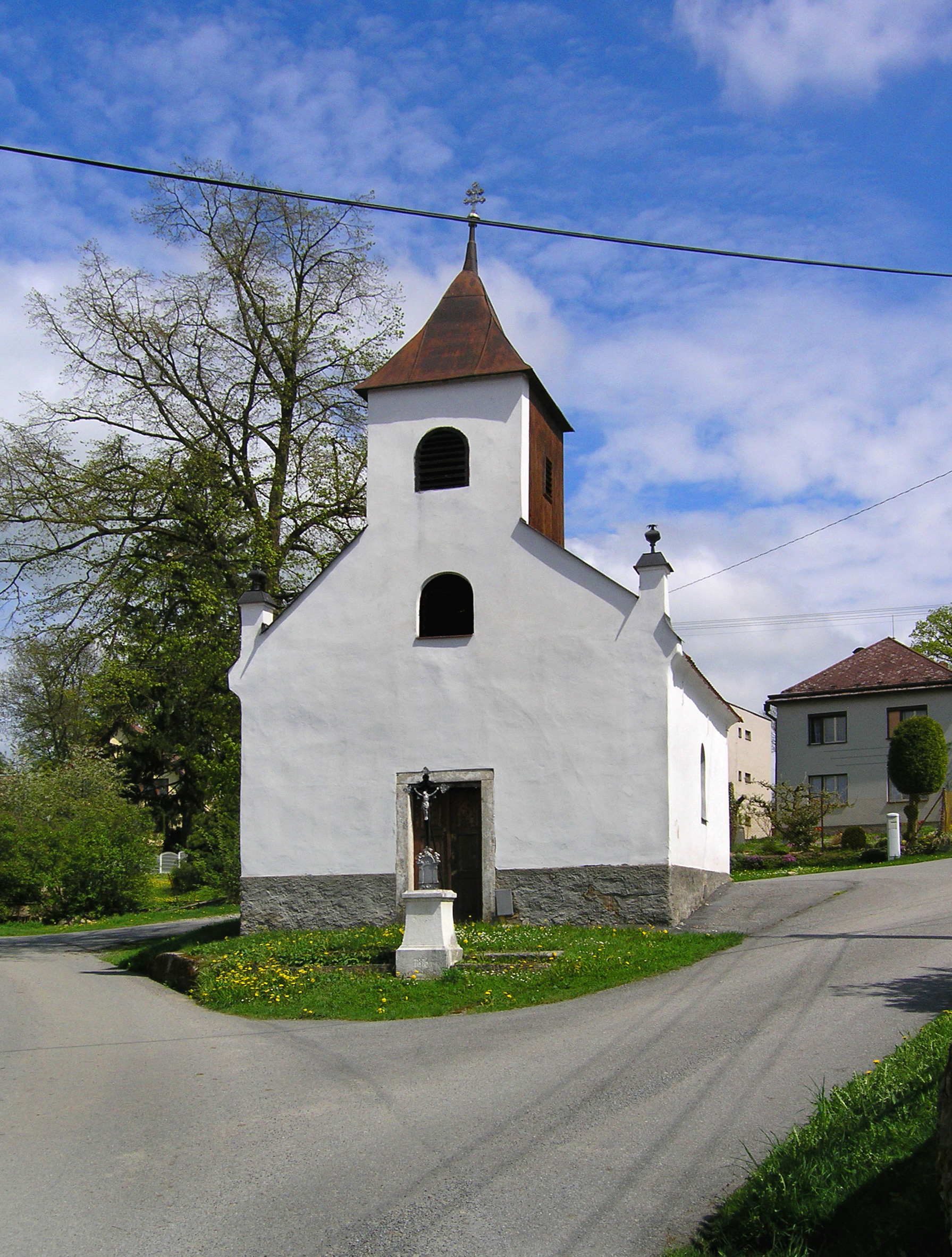
Die Kirche

Rodinov (deutsch Radinow) ist eine Gemeinde in Tschechien. Sie liegt 17 Kilometer nordöstlich von Jindřichův Hradec und gehört zum Okres Pelhřimov.

## Geographie
Rodinov befindet sich am Hang des 638 m hohen Hügels Hluboká über dem Tal des Lhotský potok in der Böhmisch-Mährischen Höhe. Im Westen liegt das Tal der Kamenice, durch das die Schmalspurbahnstrecke Jindřichův Hradec–Obrataň führt. Unterhalb der Siedlung Rachačky liegt an der Kamenice die Bahnstation Rodinov.
Nachbarorte sind Antonka im Norden, Lhota-Vlasenice und Metánov im Nordosten, Stranná im Osten, Lítkovíce im Südosten, Štítné im Süden, Žďár im Südwesten, Vodná und Rachačky im Westen sowie Kamenice nad Lipou im Nordwesten.

## Geschichte
Erstmals urkundlich erwähnt wurde das Dorf im Jahre 1549.
1906 wurde im Kamnitztal die Schmalspurbahn von Obrataň nach Jindřichův Hradec eingeweiht. Im Dorf befinden sich größere landwirtschaftliche Anlagen.

## Gemeindegliederung
Für die Gemeinde Rodinov sind keine Ortsteile ausgewiesen.

## Sehenswürdigkeiten
- Schmalspurbahn Obrataň – Jindřichův Hradec, Technisches Denkmal

## Bilder

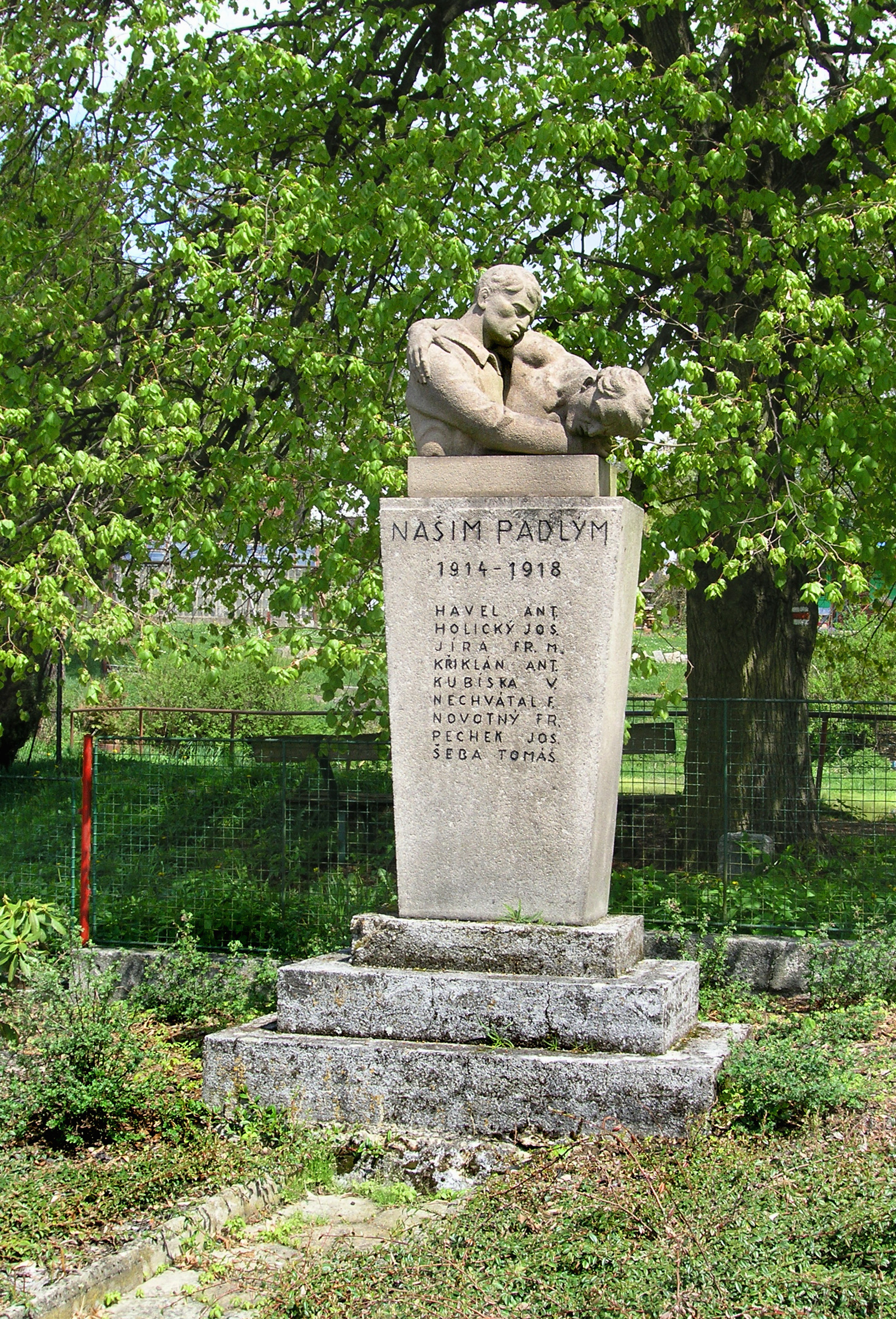
Das Denkmal
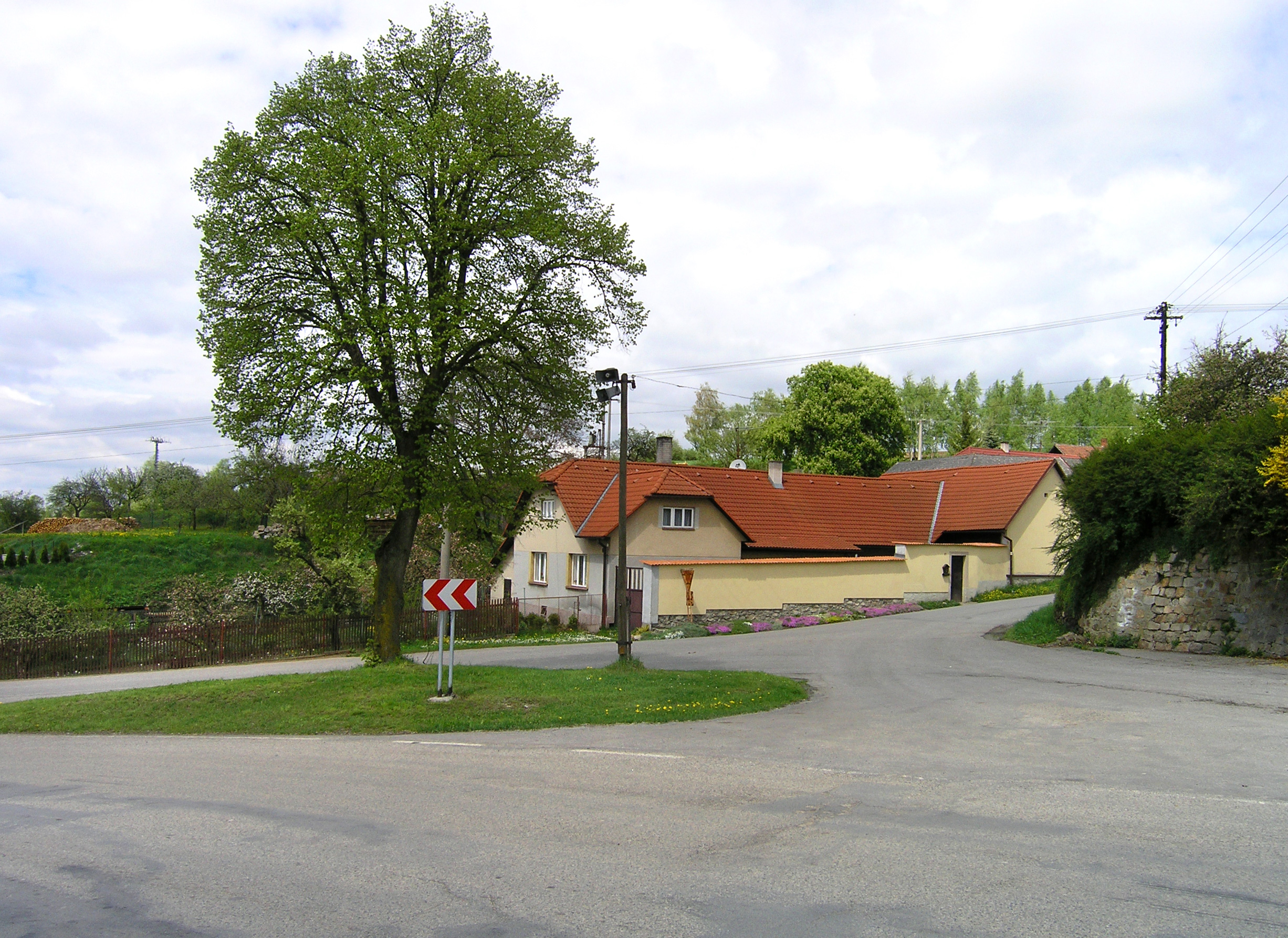
Die Hauptstraße